# Merle Travis
Merle Travis (Rosewood, 29 novembre 1917 – Tahlequah, 20 ottobre 1983) è stato un chitarrista e cantante statunitense.
Nel 1970 è stato introdotto nella Nashville Songwriters Hall of Fame, mentre nel 1977 fu scelto per la Country Music Hall of Fame.

## Biografia
Nato a Rosewood, Kentucky, nel distretto minerario della contea di Muhlenberg, che ispirerà molte le sue canzoni.
Ancora bambino, comincia ad apprendere i rudimenti musicali sul banjo di suo padre e sul mandolino di sua madre,
e comincia a suonare la chitarra all'età di dodici anni, prima di integrare giovanissimo gli organici di numerosi 
complessi country e western swing (Hank Penny, Joe Maphis).
Buon cantante e abile chitarrista sviluppò un caratteristico stile finger-picking, detto appunto "Travis picking",
che ebbe un'enorme influenza su generazioni di chitarristi country, a cominciare da Chet Atkins.
Il suo amico e fan, il famoso inventore e fabbricante di accessori per chitarra Paul Bigsby realizzò per lui una
chitarra elettrica "solid-body", uno dei primissimi esempi di strumento, non di tipo hawaiiano, a "corpo pieno".
Nel 1946, realizzò una serie di incisioni in stile "white-gospel" in cui era contenuta una canzone intitolata
Sixteen Tons.
Il disco ebbe un modesto esito, ma qualche anno dopo Sixteen Tons venne ripresa da Tennessee Ernie Ford,
che ne fece un successo planetario.
Muore il 20 ottobre 1983 all'età di 65 anni, a causa di un arresto cardiaco.

## Discografia

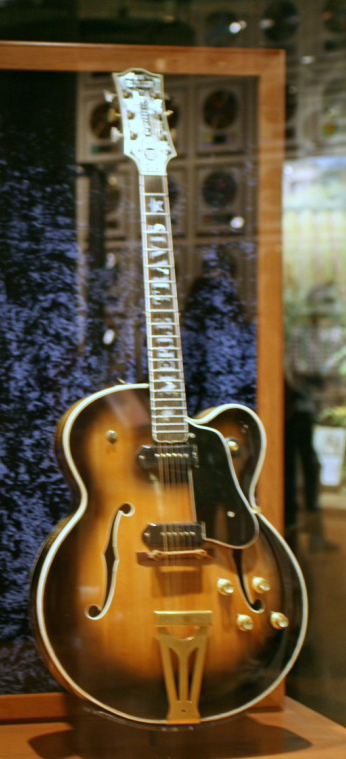
La chitarra Gibson Super 400 di Merle Travis

### Album
- 1947 Folk Songs of the Hills
- 1956 The Merle Travis Guitar
- 1957 Back Home
- 1960 Walkin' the Strings
- 1962 Travis
- 1963 Songs of the Coal Mines
- 1964 Merle Travis and Joe Maphis
- 1967 The Best of Merle Travis
- 1967 Our Man from Kentucky
- 1968 Strictly Guitar
- 1969 Great Songs of the Delmore Brothers
- 1974 Merle's Boogie Woogie + 3
- 1974 The Atkins - Travis Traveling Show
- 1976 Guitar Player
- 1979 Country Guitar Giants (con Joe Maphis)
- 1979 The Merle Travis Story: 24 Greatest Hits
- 1980 Light Singin' and Heavy Pickin
- 1980 Guitar Standards
- 1981 Travis Pickin'
- 1981 Rough, Rowdy and Blue
- 1982 Country Guitar Thunder (1977-1981) (con Joe Maphis)
- 1982 The Clayton McMichen Story (con Mac Wiseman)
- 1982 Farm and Home Hour (con Grandpa Jones)

### Album postumi
- 1991 Merle Travis Unreleased Radio Transcriptions 1944-1949
- 1994 Guitar Rags and a Too Fast Past
- 1995 Country Hoedown Shows & Films
- 1995 Unissued Radio Shows (1944-1948)
- 1998 Turn Your Radio On (1944-1965)
- 2002 The Very Best of Merle Travis
- 2003 Boogie Woogie Cowboy 1944-1956
- 2003 In Boston 1959